# チェアリング
チェアリングとは、持ち運び用に軽量化された椅子を野外に設置し、そこに腰かけて主に飲酒などをしながら過ごす行為を指す造語。

## 概要
2016年5月発売の「酒場人 vol.2」(オークラ出版)に掲載された『酒の穴<スズキナオ×パリッコ>企画 飲み方の新たなる可能性「チェアリングのすすめ」』て提唱された。
記事中では『「椅子を持って外に出て、好きな場所に置いて飲むこと」で視点を変え「どこでも酒場にしてしまえるんじゃないか？」という仮定から始まった』と語られ、主に飲酒を楽しむためのアクティビティとして取り上げられることが多いが、「Hanako」2018年6月14日号では『アウトドア用のいすを持ち歩いて、お気に入りの場所でくつろぐベンチいらずの「チェアリング」という新カルチャー』と紹介されていることから、折りたたみ椅子を持ち歩いて野外で座る行為そのものがチェアリングと称され、座りながら何をするかは自由とされる。

## 定義・ルール
- 一人一脚、折りたたみ椅子を持参[3]
- いすを持ち歩いて気の向くまま好きな場所に座る[2]
- 装備が多すぎるとキャンプ/アウトドアに近づいてしまうので、なるべく手軽に[4]

- 酒やつまみも現地調達が望ましい[4]
- モラルやマナーはきちんと守る[3]

## 団体
DJ・作曲家の高野政所が立ち上げた「JCA 日本チェアリング協会」という愛好団体が存在する。チェアリングの普及・推進を行うことを目的としており、チェアリングという呼び名が提唱されてからそれに呼応する形で作られた。

## メディア

### 雑誌
- 酒場人 vol.2（2016年5月18日発売）酒の穴によるチェアリング実践記事
- 散歩の達人 No.264（2018年2月21日発売）酒の穴によるチェアリング実践記事
- Hanako 2018年6月14日号（2018年5月24日発売）

### ウェブメディア
- メシ通「新しくて楽しい飲みスタイル「チェアリング」を知っていますか【ヒョイ飲み】」（2017年11月13日）安田理央によるチェアリング実践記事
- Excite Bit「街をリビングにしてくつろぐ「チェアリング」 必要なのは椅子ひとつ」（2017年11月23日）JCA 日本チェアリング協会が主催したチェアリングミーティングのレポート
- 神戸市公式ホームページ「ごろごろ、神戸２　第37回 恵方巻き」（2018年2月7日）平民金子によるコラム
- KOUZA はじめての趣味 今だからススめたい！新しい飲みスタイル「チェアリング」（2018年4月4日）
- デイリーポータルZ「椅子さえあればどこでも酒場「チェアリング」とは!?」（2018年4月26日）酒の穴によるチェアリング実践記事
- KOUZA はじめての趣味 チェアリング発案者の一人！パリッコさんインタビュー（2018年5月28日）
- 新R25「魅力はコスパだけじゃない。3000軒の大衆酒場を飲み歩いた男が語る「想像を超えた体験」」（2018年9月26日）酒の穴メンバーのパリッコへのインタビュー。後半にチェアリング実践あり
- GIZMODO「ノイジーな場所も静音リスニング空間に。ソニー｢WH-1000XM3｣と一緒にエクストリーム・チェアリングに行ってきた」（2018年10月10日）ノイズキャンセルヘッドホンの記事広告内でチェアリングを実践

### テレビ
- 「はやドキ!」（2017年4月21日・TBS）「エクストリーム出社」というテーマにパリッコが同行し湘南海岸でチェアリングを実践

### 新聞
- 日経MJ（2018年7月27日）トレンド「街をアテに歩き飲み」記事中にて酒の穴がチェアリングを実践

### ラジオ
- アフター6ジャンクション（2018年9月24日）チェアリング特集に酒の穴がゲスト出演